# Tetronarce puelcha
Tetronarce puelcha, comúnmente conocido como torpedo argentino, es una especie de pez de la familia Torpedinidae. Se encuentra en el Océano Atlántico suroeste, Argentina, Brasil y Uruguay. Su hábitat natural es el mar abierto.

## Descripción
Tetronarce puelcha es una especie rara de pez raya eléctrica, moderadamente grande de alrededor de 1 metro. Es una raya bentónica que vive en lagunas costeras y en la plataforma continental y el talud entre los 10 y los 600 metros de profundidad.

## Estado de conservación
Tetronarce puelcha se encuentra clasificado como especie en peligro crítico de extinción. Se captura en pesquerías de arrastre y redes de enmalle, tanto comerciales como artesanales, intensas y en su mayoría mal gestionadas y poco controladas. Los individuos capturados no se usan para el consumo y normalmente se descartan en el mar, y se sospecha que un gran número muere en el descarte. Se sospecha que el torpedo argentino ha experimentado una reducción de la población de aproximadamente el 80 %.